# Roy O'Donovan
Roy Simon O'Donovan (Cork, 10 agosto 1985) è un calciatore irlandese, ala del Sydney Olympic.